# Kane Hodder
Kane Warren Hodder (Auburn, 8 de abril de 1955) é um ator, dublê e autor estadunidense. Tornou-se mundialmente conhecido por interpretar Jason Voorhees na franquia Friday the 13th, tendo atuado entre 1988 e 2001 em quatro sequências da série cinematográfica: Friday the 13th Part VII: The New Blood, Friday the 13th Part VIII: Jason Takes Manhattan, Jason Goes to Hell: The Final Friday e Jason X. Na história da franquia, é o único ator que repetiu o papel do assassino.
Ele já participou como dublê e ator em dezenas de filmes de terror, incluindo Leatherface: Texas Chainsaw Massacre III, em que interpretou Leatherface em algumas cenas de ação, e os longas-metragens de Hatchet, série slasher independente na qual deu vida ao vilão Victor Crowley. Além do cinema, Hodder trabalhou em produções televisivas, escreveu uma autobiografia lançada em 2011 e envolveu-se na produção do jogo eletrônico Friday the 13th: The Game (2017), para o qual reviveu o papel de Jason.

## Primeiros anos
Hodder nasceu em Auburn, no Condado de Placer, Califórnia, em 1955. Morou por muitos anos na Ilha de Kwajalein, no Pacífico Sul, para onde se mudou na adolescência e cursou todo o ensino médio. Na década de 1970, estabeleceu-se em Sparks, Nevada, e começou a frequentar a Universidade de Nevada em Reno. Certa vez, enquanto passava férias em seu estado natal, visitou o Universal Studios em Hollywood, onde assistiu a uma apresentação ao vivo de dublês chamada "Wild West Stunt Show". Ele, que costumava realizar acrobacias perigosas para testar a reação dos amigos, sentiu que descobrira ali sua verdadeira vocação. Depois de retornar aos estudos acadêmicos em Reno por mais um semestre, decidiu abandonar definitivamente a faculdade para se matricular numa escola de dublês em Santa Mônica, Califórnia, tornando-se posteriormente um dublê profissional.

## Carreira

### 1974–1977: Primeiros trabalhos
Enquanto ainda estava na faculdade, Hodder fez sua estreia no cinema, aparecendo como um jogador de pôquer no longa-metragem California Split (1974), dirigido por Robert Altman; foi a única ocasião em que Hodder trabalhou como figurante em sua carreira. Aos 22 anos, após ingressar no Screen Actors Guild, ele teve seu primeiro trabalho como dublê, ainda que não creditado em tela, num episódio da série médica Emergency!, produzido pela Universal Television em Nevada e transmitido em janeiro de 1977. Nesse trabalho, interpretando um operário que fica inconsciente após ser atingido por uma explosão, atravessou uma corda entre duas torres de uma refinaria de petróleo, preso a uma maca a 25 metros de altura. Em seus projetos futuros, estava confirmada a gravação de um episódio do programa em Hollywood.
Contudo, um grave acidente que sofreu em 14 de julho de 1977 alterou seus planos. Ao tentar demonstrar suas habilidades de dublê para Marilyn Newton, fotógrafa de um jornal local em Reno, ele cobriu-se com papel-alumínio e um líquido inflamável, pôs fogo na própria roupa e rolou, em chamas, do alto de uma colina. Hodder pretendia extinguir o fogo rapidamente com uma toalha assim que chegasse ao chão, porém, a manobra foi malsucedida e ele teve queimaduras em mais de cinquenta por cento do corpo, incluindo tronco, rosto e a parte de trás das pernas. Socorrido por Newton, foi levado a uma residência próxima onde tomou banho frio enquanto aguardava atendimento médico. Passou os próximos seis meses em hospitais em Reno e São Francisco e precisou ficar em casa por mais um ano para se recuperar dos ferimentos.

### 1980–1987: Retorno e incursão no terror
De volta à ativa, ele passou a trabalhar como dublê de ação em produções cinematográficas de terror, a começar por Alligator (1980), em que interpretou o próprio réptil monstruoso que dá título ao filme. Seu próximo filme do gênero foi The Hills Have Eyes Part II (1985), no qual foi dublê de John Bloom no papel do antagonista The Reaper. Durante um intervalo das filmagens, Hodder recebeu do diretor Wes Craven a proposta de interpretar um novo personagem que o cineasta estava desenvolvendo: Freddy Krueger, um vilão com cicatrizes de queimaduras. Pelo fato de Hodder ter muitas cicatrizes reais resultantes do acidente que sofreu em 1977, Craven o considerava a escolha ideal para o papel. Contudo, o ator selecionado como Freddy foi Robert Englund, que começou a interpretá-lo no clássico A Nightmare on Elm Street (1984).
Nessa época, Hodder também participou da comédia sexual Hardbodies (1984), no qual apareceu num pequeno papel, marcante por ter sido um de seus primeiros personagens com falas. Atuou ainda na comédia Volunteers (1985), no filme de ação The Patriot (1986) e na comédia de terror House 2: The Second Story (1987), em que desempenhou um papel creditado como "Gorilla". Ainda em 1987, foi coordenador de dublês no terror sobrenatural Prison (1987), com direção de Renny Harlin e estrelado por Viggo Mortensen; Hodder também interpretou o antagonista Forsythe, um prisioneiro injustamente executado que volta dos mortos em busca de vingança.

### 1988–2002:Friday the 13th
O desempenho de Hodder como Forsythe no final de Prison, emergindo do chão amarrado a uma cadeira elétrica, chamou a atenção John Carl Buechler, artista de efeitos de maquiagem. Quando contratado para dirigir Friday the 13th Part VII: The New Blood (1988), Buechler escalou Hodder para o papel de Jason Voorhees, caracterizando o vilão com o visual de "cadáver apodrecido" inspirado em Forsythe. A fim de transmitir realismo numa cena em que Jason é incendiado, Hodder permaneceu em chamas durante 44 segundos, uma façanha inédita na época e registrada no Guinness World Records como a mais longa e ininterrupta queima de corpo inteiro exibida em tela.
Em 1989, ele atuou novamente como Jason em Friday the 13th Part VIII: Jason Takes Manhattan e, numa estratégia de promoção do filme, apareceu fantasiado como o personagem em um episódio do programa The Arsenio Hall Show. Contudo, Jason Takes Manhattan recebeu críticas negativas e fracassou nas bilheterias, levando a Paramount Pictures a vender a franquia Friday the 13th para a New Line Cinema. Em 1990, o artista interpretou Leatherface ao trabalhar como dublê de R.A. Mihailoff em Leatherface: Texas Chainsaw Massacre III. Hodder retornou ao papel de Jason em Jason Goes to Hell: The Final Friday (1993), o primeiro longa da série produzido pela New Line Cinema; nesse filme, além do vilão central, ele interpretou um dos policiais do FBI e vestiu a luva com garras de Freddy Krueger na cena final.
Seu último filme na franquia, Jason X (2001), é ambientado num futuro distante e incorpora a ficção científica. Ele é o único ator que interpretou Jason mais de uma vez e, entre suas contribuições para o personagem, afirmou que Jason jamais deveria correr atrás das vítimas nem machucar crianças ou animais. Hodder se ofereceu para reviver o papel em Freddy vs. Jason (2003), mas o diretor Ronny Yu o substituiu pelo dublê Ken Kirzinger. A troca criou polêmica entre os fãs da série e foi creditada a vários rumores, incluindo a localização de Kirzinger no Canadá e sua altura em comparação com Englund, que permaneceu no papel de Freddy; Yu, por sua vez, afirmou que a ideia partiu da New Line. Embora Hodder ainda expresse ressentimento por não ter sido escolhido, ele mantém amizade com Kirzinger e Englund.

### 2003–presente: Novos trabalhos

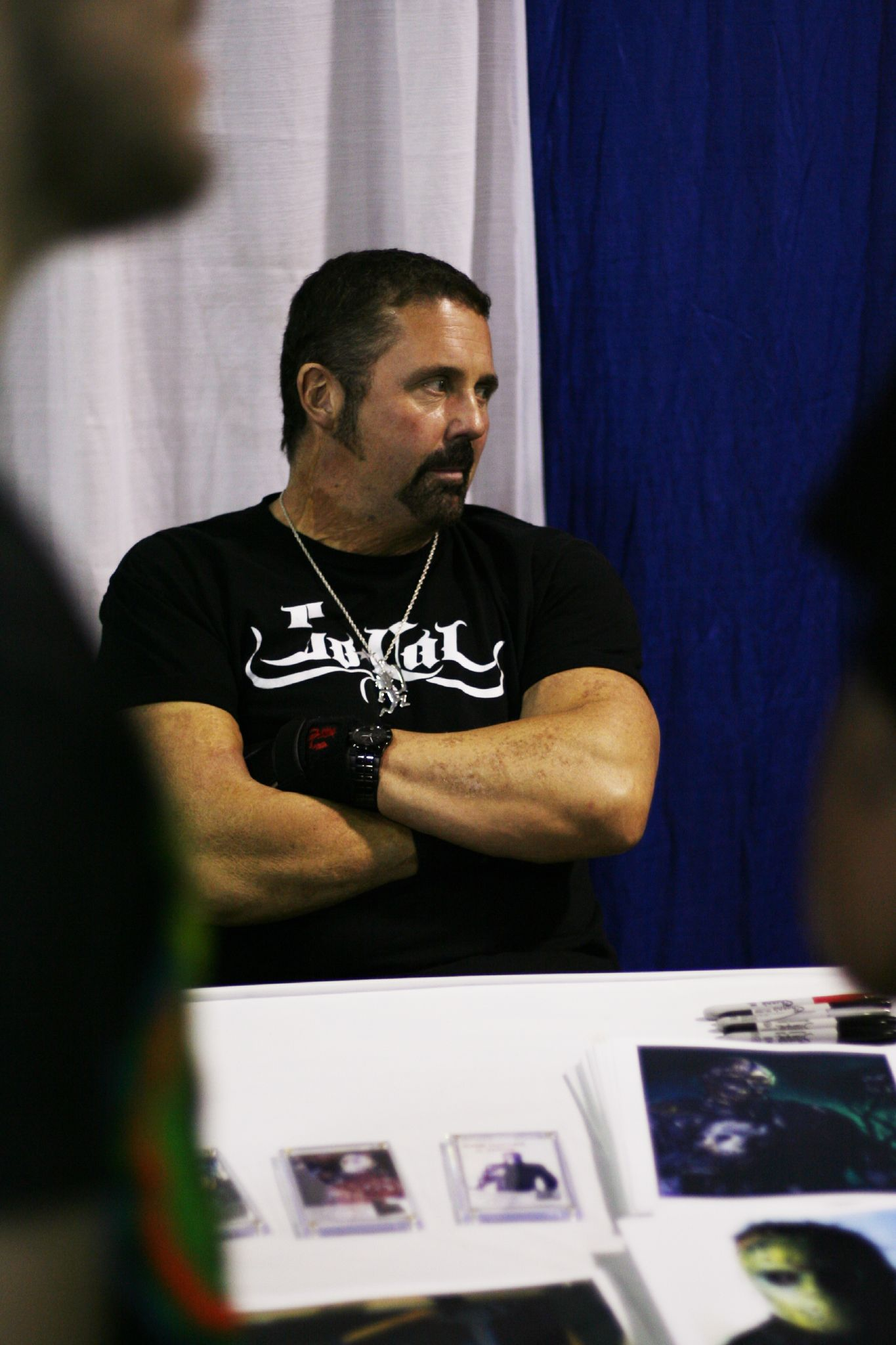
Hodder no Pittsburgh Comicon de 2007

Após trabalhos menores como dublê no início da década de 2000, incluindo produções como Daredevil (2003), Hodder estrelou Hatchet (2006), um filme de terror independente que fez relativo sucesso e originou sua própria franquia. O ator interpretou o antagonista principal, Victor Crowley, um rapaz fisicamente deformado que volta dos mortos para matar as pessoas que invadem o pântano onde ele mora — uma história semelhante em relação à de Jason. O papel rendeu-lhe o Prêmio do Júri de melhor ator no Fantastic Fest em Austin, Texas, na categoria de terror. Ele voltou a desempenhar o personagem em Hatchet II (2010), Hatchet III (2013) e Victor Crowley (2017).
Com a colaboração do autor Michael Aloisi, Hodder escreveu uma autobiografia intitulada Unmasked: The True Story of the World's Most Prolific Cinematic Killer, publicada em outubro de 2011. O livro aborda sua vida e experiência na indústria cinematográfica:
Unmasked documenta a improvável história real de um garoto que foi insultado e agredido implacavelmente por bullies na infância. Kane só escapou de seus algozes quando se mudou para uma pequena ilha no Pacífico Sul, onde passou toda a adolescência. Depois de viver descamisado por um tempo numa selva, ele voltou para a América, onde se apaixonou pelo trabalho de dublê — apenas para que seu amor o queimasse, literalmente. Pela primeira vez, Kane conta a verdadeira história da queimadura que quase o matou no início de sua carreira. Toda a história de sua recuperação, o dano emocional e físico causado, sua luta para voltar à indústria que quase o matou e sua ascensão para se tornar um ator de cinema são contados na própria voz de Kane.
Durante quatro meses, Hodder e Aloisi saíram numa turnê de divulgação do livro pelos Estados Unidos e Europa e documentaram em vídeo diversas situações inusitadas que vivenciaram no decorrer da viagem. A partir desses registros, eles produziram uma série intitulada The Killer & I, disponibilizada inicialmente em DVD e posteriormente adaptada em uma websérie de formato reality que foi lançada em fevereiro de 2015 no Amazon Video On Demand. Em 2014, Hodder contracenou com Doug Jones e Shawn Weatherly na comédia de terror Love in the Time of Monsters e, no ano seguinte, interpretou um dos vilões principais de Muck, outro longa do mesmo gênero. Em março de 2015, ele participou do episódio de estreia da websérie de entrevistas Adam Green's Scary Sleepover, produzida por Adam Green, criador da franquia Hatchet.
Hodder voltou a interpretar Jason Voorhees em Friday the 13th: The Game, jogo eletrônico publicado pela Gun Media em maio de 2017 para PS4, Xbox One e PC. Ele participou do processo de captura de movimento para o vilão, criando as cenas de morte do jogo; como resultado, o personagem se move da mesma maneira como nos filmes. No mesmo ano, estreou no circuito de festivais de cinema o documentário biográfico To Hell and Back: The Kane Hodder Story, dirigido por Derek Dennis Herbert, abordando a trajetória pessoal e profissional de Hodder. A produção traz todos os relatos já apresentados no livro Unmasked, os quais são ilustrados com imagens de arquivo, contando ainda com depoimentos de artistas como Robert Englund, Bruce Campbell, Cassandra Peterson e Danielle Harris, que fazem parte do círculo pessoal do ator.

## Vida pessoal

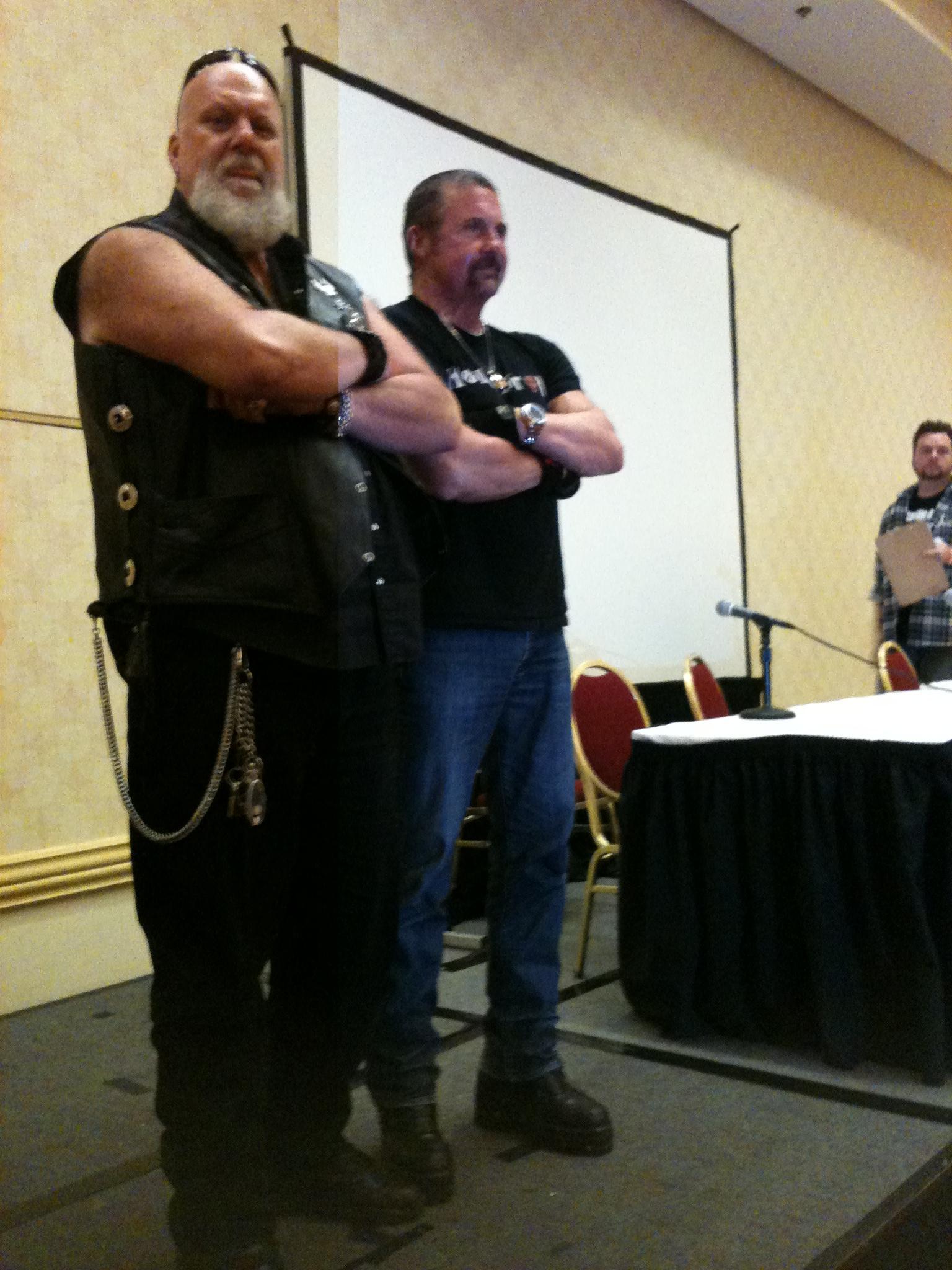
Hodder e R.A. Mihailoff durante uma conferência.

Sobre sua juventude, Hodder relatou ter passado por um período de crescimento atípico no início da infância, o que o tornava alvo de bullying entre alguns colegas de escola, que chegaram a agredi-lo gravemente em algumas ocasiões. É casado com Susan B. Hodder e tem dois filhos: Jace e Reed. Em seu tempo livre, ele joga pôquer regularmente, aparecendo frequentemente no circuito de torneios de celebridades. Também desenvolve atividades filantrópicas, incluindo colaboração com centros especiais que atendem crianças que sofreram queimaduras.
Hodder tem a expressão "Kill!" (matar) tatuada na parte interna do lábio inferior. Por muito tempo, ele afirmou que sua cena de morte favorita em seus filmes era a sequência de Friday the 13th Part VII: The New Blood em que Jason mata uma das vítimas, que está dentro de um saco de dormir, batendo-a contra uma árvore. Posteriormente, passou a considerar como sua cena predileta o momento de Hatchet (2006) em que Victor Crowley dilacera o rosto de uma mulher. Autodescrito como metalhead, suas bandas favoritas são Black Sabbath e Metallica. Ele chegou a permitir que seu próprio nome fosse usado para nomear um grupo de punk rock, surgindo assim a banda Kane Hodder, ativa nos anos 2000.
Também entusiasta do hip hop, é fã das bandas Twiztid e Insane Clown Posse, tendo um pingente baseado no logotipo desta última — o qual representa um personagem segurando um machado — porém, personalizado com um facão no lugar do machado, uma referência ao seu papel de Jason. Além do pôquer, Hodder se dedica nas horas vagas à caça a fantasmas em locais supostamente assombrados. Junto aos seus amigos R.A. Milhailoff e Rick McCullum, que era dublê de Sid Haig, ele fundou na década de 2000 uma equipe de investigação paranormal chamada Hollywood Ghost Hunters, surgida após o trio experienciar uma suposta manifestação sobrenatural no Reformatório de Mansfield durante as filmagens do longa-metragem Fallen Angels (2007).

## Filmografia

### Cinema
| Ano  | Título                                           | Dublê | Ator | Papel                                                   | Notas                               | Ref.   |
| ---- | ------------------------------------------------ | ----- | ---- | ------------------------------------------------------- | ----------------------------------- | ------ |
| 1974 | California Split                                 |       | Sim  | Jogador de pôquer de Reno                               | Figurante                           | [ 6 ]  |
| 1980 | Alligator                                        |       | Sim  | Alligator                                               | Não creditado                       | [ 43 ] |
| 1983 | Streets of Hollywood                             |       | Sim  | Kane                                                    |                                     | [ 44 ] |
| 1983 | Lone Wolf McQuade                                | Sim   | Sim  | Valentão                                                | Papel não creditado                 | [ 43 ] |
| 1984 | Hardbodies                                       | Sim   | Sim  | Nerd mais velho                                         |                                     | [ 43 ] |
| 1985 | The Hills Have Eyes Part II                      | Sim   |      |                                                         |                                     | [ 43 ] |
| 1985 | Volunteers                                       |       |      |                                                         |                                     | [ 10 ] |
| 1985 | City Limits                                      |       | Sim  | DA hostil                                               |                                     | [ 43 ] |
| 1986 | Avenging Force                                   | Sim   | Sim  | Bandido                                                 |                                     | [ 43 ] |
| 1986 | The Patriot                                      | Sim   |      |                                                         |                                     | [ 43 ] |
| 1986 | House                                            | Sim   |      |                                                         | Também coordenador de dublês        | [ 43 ] |
| 1987 | House 2: The Second Story                        | Sim   | Sim  | Gorilla                                                 | Também coordenador de dublês        | [ 43 ] |
| 1987 | American Ninja 2: The Confrontation              | Sim   |      | Vários ninjas                                           |                                     | [ 45 ] |
| 1987 | Open House                                       |       | Sim  |                                                         | Narração                            | [ 43 ] |
| 1988 | Prison                                           | Sim   | Sim  | Charlie Forsythe/Guarda com máscara de gás              | Também coordenador de dublês        | [ 43 ] |
| 1988 | Born To Race                                     | Sim   |      |                                                         |                                     | [ 43 ] |
| 1988 | Trained to Kill                                  |       | Sim  | Guarda-costas                                           |                                     | [ 43 ] |
| 1988 | Waxwork                                          | Sim   |      |                                                         |                                     | [ 43 ] |
| 1988 | Friday the 13th Part VII: The New Blood          |       | Sim  | Jason Voorhees                                          | Também coordenador de dublês        | [ 43 ] |
| 1988 | Ghost Town                                       | Sim   |      |                                                         | Também coordenador de dublês        | [ 43 ] |
| 1989 | DeepStar Six                                     | Sim   |      |                                                         | Também coordenador de dublês        | [ 43 ] |
| 1989 | Best of the Best                                 |       | Sim  | Burt                                                    |                                     | [ 43 ] |
| 1989 | Time Trackers                                    | Sim   |      |                                                         |                                     | [ 43 ] |
| 1989 | The Horror Show                                  | Sim   |      |                                                         |                                     | [ 43 ] |
| 1989 | Friday the 13th Part VIII: Jason Takes Manhattan |       | Sim  | Jason Voorhees                                          |                                     | [ 6 ]  |
| 1990 | Leatherface: Texas Chainsaw Massacre III         | Sim   |      | Leatherface                                             |                                     | [ 14 ] |
| 1990 | Ghoulies III: Ghoulies Go to College             |       | Sim  | Homem no esfregão giratório                             | Também coordenador de dublês        | [ 43 ] |
| 1991 | 9½ Ninjas!                                       | Sim   | Sim  |                                                         | Não creditado                       | [ 43 ] |
| 1991 | The Last Boy Scout                               | Sim   |      |                                                         | Não creditado                       | [ 43 ] |
| 1991 | Zandalee                                         | Sim   |      |                                                         |                                     | [ 46 ] |
| 1991 | Out For Justice                                  | Sim   | Sim  | Capanga na festa                                        | Papel não creditado                 | [ 43 ] |
| 1991 | The Rapture                                      | Sim   | Sim  | Segurança                                               | Também coordenador de dublês        | [ 43 ] |
| 1991 | Alligator II: The Mutation                       |       | Sim  | Billy Boy                                               |                                     | [ 43 ] |
| 1992 | House IV                                         | Sim   | Sim  | Pizza falante                                           | Também coordenador de dublês        | [ 43 ] |
| 1992 | No Place to Hide                                 |       | Sim  | Weller                                                  |                                     | [ 43 ] |
| 1992 | Under Siege                                      | Sim   | Sim  | Comando                                                 | Papel não creditado                 | [ 43 ] |
| 1992 | Lethal Weapon 3                                  | Sim   |      |                                                         |                                     | [ 47 ] |
| 1992 | Double Trouble                                   | Sim   |      |                                                         |                                     | [ 43 ] |
| 1992 | Waxwork II: Lost in Time                         | Sim   |      |                                                         | Como Kane W. Hodder                 | [ 43 ] |
| 1993 | Younger and Younger                              | Sim   |      |                                                         |                                     | [ 43 ] |
| 1993 | Jason Goes to Hell: The Final Friday             | Sim   | Sim  | Jason Voorhees/Segurança do FBI/Braço de Freddy Krueger | Também coordenador de dublês        | [ 6 ]  |
| 1993 | Best of the Best 2                               |       | Sim  | Amante                                                  |                                     | [ 43 ] |
| 1993 | Demolition Man                                   | Sim   |      |                                                         |                                     | [ 43 ] |
| 1993 | Father Hood                                      | Sim   | Sim  | Motorista do ônibus                                     | Papel não creditado                 | [ 43 ] |
| 1994 | A Low Down Dirty Shame                           | Sim   |      |                                                         | tcc. Mister Cool                    | [ 43 ] |
| 1994 | Pumpkinhead II: Blood Wings                      |       | Sim  | Keith Knox                                              |                                     | [ 43 ] |
| 1995 | Scanners: The Showdown                           |       | Sim  | Sequestrador 1                                          | Diretamente em vídeo                | [ 43 ] |
| 1995 | Steel Frontier                                   |       | Sim  | Kinton                                                  | Diretamente em vídeo                | [ 43 ] |
| 1995 | Four Rooms                                       | Sim   |      |                                                         |                                     | [ 43 ] |
| 1995 | Project: Metalbeast                              |       | Sim  | Metalbeast                                              | Também coordenador de dublês        | [ 6 ]  |
| 1995 | Batman Forever                                   |       |      |                                                         | Não acreditado                      | [ 6 ]  |
| 1995 | Just Cause                                       | Sim   |      |                                                         |                                     | [ 43 ] |
| 1995 | Best of the Best 3: No Turning Back              | Sim   | Sim  | Atirador neonazista                                     | Papel não creditado                 | [ 43 ] |
| 1995 | Se7en                                            | Sim   |      |                                                         | tcc. Seven                          | [ 43 ] |
| 1995 | Fair Game                                        | Sim   |      |                                                         |                                     | [ 43 ] |
| 1996 | The Fan                                          | Sim   |      |                                                         |                                     | [ 43 ] |
| 1997 | The Protector                                    | Sim   |      |                                                         | tcc. Body Armor e Conway            | [ 43 ] |
| 1997 | Spawn                                            | Sim   |      |                                                         |                                     | [ 43 ] |
| 1997 | Fire Down Below                                  | Sim   |      |                                                         |                                     | [ 43 ] |
| 1997 | Most Wanted                                      | Sim   |      |                                                         |                                     | [ 43 ] |
| 1997 | Crash Dive                                       |       | Sim  | Capanga morto por Carter                                | Não creditado; diretamente em vídeo | [ 48 ] |
| 1997 | Wishmaster                                       |       | Sim  | Guarda de Merritt                                       |                                     | [ 43 ] |
| 1997 | Wildly Available                                 | Sim   | Sim  | Motorista                                               |                                     | [ 43 ] |
| 1997 | T.N.T.                                           |       | Sim  | Morador 3                                               |                                     | [ 43 ] |
| 1997 | The Shooter                                      | Sim   | Sim  | Lutador                                                 | tcc. Desert Shooter                 | [ 43 ] |
| 1997 | The Underground                                  | Sim   |      |                                                         |                                     | [ 43 ] |
| 1997 | Brittle Glory                                    |       |      |                                                         | Coordenador de dublês               | [ 43 ] |
| 1998 | The Shadow Men                                   | Sim   |      |                                                         |                                     | [ 43 ] |
| 1998 | Children of the Corn V: Fields of Terror         |       | Sim  | Barman                                                  | Também coordenador de dublês        | [ 43 ] |
| 1998 | Black Thunder                                    | Sim   |      |                                                         |                                     | [ 43 ] |
| 1998 | A Night at the Roxbury                           | Sim   |      |                                                         |                                     | [ 43 ] |
| 1998 | Enemy of the State                               | Sim   |      |                                                         |                                     | [ 43 ] |
| 1998 | Watchers Reborn                                  |       | Sim  | Clerk                                                   |                                     | [ 43 ] |
| 1999 | Hitman's Run                                     | Sim   | Sim  | Bandido                                                 | Papel não creditado                 | [ 43 ] |
| 1999 | Robbers                                          | Sim   |      |                                                         |                                     | [ 43 ] |
| 2000 | Gone in Sixty Seconds                            | Sim   |      |                                                         | tcc. Gone in 60 Seconds             | [ 43 ] |
| 2001 | Jason X                                          |       | Sim  | Jason Voorhees/Uber Jason                               |                                     | [ 43 ] |
| 2002 | Slackers                                         | Sim   |      |                                                         |                                     | [ 43 ] |
| 2002 | Comic Book Villains                              | Sim   |      |                                                         |                                     | [ 43 ] |
| 2003 | Daredevil                                        | Sim   | Sim  | Guarda-costas de Fallon                                 | Papel não creditado                 | [ 43 ] |
| 2003 | Grind                                            |       | Sim  | Pai da "namorada" de Sweet Lou                          | Não creditado                       | [ 43 ] |
| 2003 | DarkWolf                                         |       | Sim  | Motociclista                                            | Diretamente em vídeo                | [ 43 ] |
| 2003 | Monster                                          |       | Sim  | Policial disfarçado                                     | Também coordenador de dublês        | [ 43 ] |
| 2005 | 2001 Maniacs                                     |       | Sim  | Jason                                                   |                                     | [ 43 ] |
| 2005 | The Devil's Rejects                              |       | Sim  | Policial com máscara de gás                             | Também coordenador de dublês        | [ 43 ] |
| 2006 | The Demons 5                                     |       |      |                                                         | Coordenador de dublês               | [ 43 ] |
| 2006 | The Forest                                       |       |      |                                                         | Coordenador de dublês               | [ 43 ] |
| 2006 | Behind the Mask: The Rise of Leslie Vernon       |       | Sim  | Homem com mangueira de jardim                           | Não creditado                       | [ 43 ] |
| 2006 | Hack!                                            | Sim   | Sim  | Sr. Carpenter                                           |                                     | [ 43 ] |
| 2006 | Hatchet                                          |       | Sim  | Victor Crowley/Sr. Crowley                              | Também coordenador de dublês        | [ 43 ] |
| 2006 | Room 6                                           |       | Sim  | Demônio sem-teto                                        |                                     | [ 43 ] |
| 2007 | Dead Noon                                        |       | Sim  | Vaqueiro morto-vivo                                     |                                     | [ 43 ] |
| 2007 | Ed Gein: The Butcher of Plainfield               |       | Sim  | Ed Gein                                                 | Diretamente em vídeo                | [ 43 ] |
| 2007 | Fallen Angels                                    |       | Sim  | Envy                                                    | Também produtor associado           | [ 43 ] |
| 2007 | Born                                             |       | Sim  | Asmodeus/Cardeal                                        |                                     | [ 43 ] |
| 2008 | Bundy: An American Icon                          |       | Sim  | Warden                                                  | Diretamente em vídeo                | [ 43 ] |
| 2008 | B.T.K.                                           |       | Sim  | Dennis Rader                                            | Diretamente em vídeo                | [ 43 ] |
| 2009 | Old Habits Die Hard                              |       | Sim  | Jonah                                                   |                                     | [ 43 ] |
| 2009 | Stingy Jack                                      |       | Sim  | Duncan Jacobs                                           |                                     | [ 49 ] |
| 2010 | Hatchet II                                       |       | Sim  | Victor Crowley/Thomas Crowley                           |                                     | [ 6 ]  |
| 2010 | Frozen                                           |       | Sim  | Cody                                                    | Também coordenador de dublês        | [ 43 ] |
| 2010 | The Afflicted                                    |       | Sim  | Hank                                                    |                                     | [ 43 ] |
| 2011 | Chillerama                                       |       | Sim  | Meshugannah                                             | Filme coletivo                      | [ 43 ] |
| 2011 | Exit 33                                          |       | Sim  | Ike                                                     |                                     | [ 43 ] |
| 2011 | 3 Musketeers                                     |       | Sim  | Dr. Kim                                                 | Diretamente em vídeo                | [ 43 ] |
| 2011 | Monsterpiece Theatre Volume 1                    |       | Sim  | Milo                                                    | Filme coletivo                      | [ 43 ] |
| 2011 | The Family                                       |       | Sim  | Stone                                                   |                                     | [ 43 ] |
| 2012 | Among Friends                                    |       | Sim  | Motorista da limusine                                   |                                     | [ 43 ] |
| 2012 | Robin Hood: Ghosts of Sherwood                   |       | Sim  | Little John                                             |                                     | [ 43 ] |
| 2012 | Driving Lessons                                  |       | Sim  | Michael Myers                                           | Curta-metragem                      | [ 50 ] |
| 2013 | Hatchet III                                      |       | Sim  | Victor Crowley                                          | Também coordenador de dublês        | [ 6 ]  |
| 2013 | Exit to Hell                                     |       | Sim  | Sickle                                                  |                                     | [ 43 ] |
| 2014 | Love in the Time of Monsters                     |       | Sim  | Lou                                                     |                                     | [ 43 ] |
| 2014 | The Haunting of Alice D.                         |       | Sim  | Sr. Davenport                                           |                                     | [ 43 ] |
| 2014 | Smothered                                        |       | Sim  | Striper                                                 |                                     | [ 43 ] |
| 2014 | Digging Up the Marrow                            |       | Sim  | Ele mesmo                                               |                                     | [ 43 ] |
| 2014 | Abandoned in the Dark                            |       | Sim  | Hutchinson                                              |                                     | [ 43 ] |
| 2014 | Charlie's Farm                                   |       | Sim  | Tony Stewart                                            |                                     | [ 43 ] |
| 2014 | Fury: The Tales of Ronan Pierce                  |       | Sim  | Eddie White                                             | Também produtor executivo           | [ 43 ] |
| 2014 | Tag                                              |       | Sim  | Tom                                                     |                                     | [ 43 ] |
| 2015 | The Devil Dogs of Kilo Company                   |       | Sim  | Sgt. Altum                                              |                                     | [ 43 ] |
| 2015 | Old 37                                           |       | Sim  | Jon Roy                                                 |                                     | [ 43 ] |
| 2015 | Muck                                             |       | Sim  | Grawesome Crutal                                        |                                     | [ 43 ] |
| 2015 | Almost Mercy                                     |       | Sim  | Treinador Elwood                                        |                                     | [ 43 ] |
| 2015 | No Rest for the Wicked                           |       | Sim  | Irmão Ghoul 1/Segurança 1                               | Curta-metragem                      | [ 51 ] |
| 2016 | Chainsaw Maidens                                 |       | Sim  | Anjo da Morte                                           |                                     | [ 43 ] |
| 2017 | Check Point                                      |       | Sim  | Cyris                                                   |                                     | [ 43 ] |
| 2017 | An Accidental Zombie (Named Ted)                 |       | Sim  | Frank Lee                                               | Também produtor executivo           | [ 43 ] |
| 2017 | Victor Crowley                                   |       | Sim  | Victor Crowley                                          |                                     | [ 43 ] |
| 2018 | Death House                                      |       | Sim  | Sieg                                                    |                                     | [ 43 ] |
| 2019 | Shed of the Dead                                 |       | Sim  | Sr. Parsons                                             |                                     | [ 43 ] |
| 2019 | Paralyzed with Fear                              |       | Sim  | Chemock                                                 |                                     | [ 43 ] |
| 2019 | Hanukkah                                         |       |      |                                                         | Coordenador de dublês               | [ 52 ] |
| 2020 | Impractical Jokers: The Movie                    |       | Sim  | Guarda-costas                                           |                                     | [ 43 ] |
| 2020 | Stay Home                                        |       | Sim  | Ele mesmo                                               | Curta-metragem                      | [ 43 ] |
| 2020 | The Good Things Devils Do                        |       | Sim  | Percy                                                   |                                     | [ 43 ] |
| 2021 | Knifecorp                                        |       | Sim  | Angus Finn                                              |                                     | [ 43 ] |
| 2021 | Room 9                                           |       | Sim  | Beau Johnson                                            |                                     | [ 43 ] |
| 2021 | 13 Fanboy                                        |       | Sim  | Kane Hodder                                             |                                     | [ 43 ] |
| 2021 | Death Breed                                      |       | Sim  | Jonah Hollis                                            |                                     | [ 43 ] |
| 2022 | Dead by Midnight: Y2Kill                         |       | Sim  | Ele mesmo                                               | Filme coletivo                      | [ 43 ] |
| 2022 | Tow                                              |       | Sim  | Mecânico                                                |                                     | [ 43 ] |
| 2022 | Hayride to Hell                                  |       | Sim  | Xerife Jubel                                            |                                     | [ 43 ] |
| 2022 | Murders                                          |       | Sim  | Jimmy Bernando                                          |                                     | [ 43 ] |
| 2023 | Kill Her Goats                                   |       | Sim  | Goatface                                                |                                     | [ 43 ] |

### Televisão
| Ano       | Título                              | Dublê | Ator | Papel                          | Notas                                         | Ref.   |
| --------- | ----------------------------------- | ----- | ---- | ------------------------------ | --------------------------------------------- | ------ |
| 1977      | Emergency!                          | Sim   |      |                                | 1 episódio; não creditado                     | [ 6 ]  |
| 1989      | The Arsenio Hall Show               |       | Sim  | Jason Voorhees                 | 1 episódio                                    | [ 6 ]  |
| 1990      | The Horror Hall of Fame             |       | Sim  | Jason Voorhees                 | Apresentação de prêmios                       | [ 36 ] |
| 1991      | Dangerous Women                     | Sim   |      |                                | Também coordenador de dublês                  | [ 36 ] |
| 1992      | Live! From Death Row                |       |      |                                | Coordenador de dublês; telefilme              | [ 36 ] |
| 1993      | Rubdown                             |       | Sim  | Simon                          | Telefilme                                     | [ 36 ] |
| 1994      | The Adventures of Brisco County, Jr |       | Sim  |                                | 1 episódio                                    | [ 10 ] |
| 1994-98   | The Secret World of Alex Mack       | Sim   |      |                                | Também coordenador de dublês                  | [ 36 ] |
| 1996      | Marshal Law                         | Sim   |      |                                | Telefilme                                     | [ 36 ] |
| 1997      | Renegade                            |       | Sim  | Lutador                        | Episódio: "Born Under a Bad Sign"             | [ 53 ] |
| 1997      | The Big Fall                        | Sim   | Sim  | Mafioso disparando arma        | Telefilme                                     | [ 36 ] |
| 1997-98   | Team Knight Rider                   | Sim   |      |                                | Série                                         | [ 36 ] |
| 1997-2000 | The Wonderful World of Disney       | Sim   | Sim  | Habitante da Ilha dos Prazeres | 2 episódios; papel não creditado              | [ 6 ]  |
| 1998      | TNT                                 |       | Sim  | Terceiro morador da cidade     | Telefilme                                     | [ 36 ] |
| 1999      | V.I.P.                              |       | Sim  | Matthew Adair                  | Episódio: "Good Val Hunting"                  | [ 36 ] |
| 1999      | L.A. Heat                           | Sim   | Sim  | Bandido                        | Episódio: "Old Scores"                        | [ 36 ] |
| 1999      | Star Trek: Deep Space Nine          |       | Sim  | Soldado Jem’Hadar              | Vários episódios; não creditado               | [ 6 ]  |
| 2000      | Partners                            | Sim   |      |                                | Telefilme                                     | [ 36 ] |
| 2003      | Charmed                             |       | Sim  |                                | 1 episódio                                    | [ 10 ] |
| 2003      | Alias                               |       | Sim  | Guarda-costas de Sloane        | Episódio: "The Telling"; não creditado        | [ 36 ] |
| 2005      | Alias                               |       | Sim  | Bandido em Xangai              | Episódio: "Authorized Personnel Only: Part 1" | [ 36 ] |
| 2009      | Fear Clinic                         |       | Sim  | Villatoro                      | 5 episódios                                   | [ 54 ] |
| 2012      | Holliston                           |       | Sim  | Ele mesmo                      | Episódio: "Weekend of Horrors"                | [ 53 ] |
| 2023      | Deadsville Rock N Roll Mysteries    |       | Sim  | Doggie Deviant                 | Piloto; voz                                   | [ 55 ] |

### Documentários
| Ano  | Título                                                         | Notas                                   | Ref.   |
| ---- | -------------------------------------------------------------- | --------------------------------------- | ------ |
| 1989 | This Is Horror                                                 | Especial de televisão                   | [ 43 ] |
| 1993 | Zombie Jamboree                                                |                                         | [ 43 ] |
| 2002 | The Many Lives of Jason Voorhees                               | Curta-metragem em vídeo                 | [ 36 ] |
| 2004 | Secrets Galore Behind the Gore                                 | Curta-metragem em vídeo                 | [ 56 ] |
| 2004 | The Friday the 13th Chronicles                                 | Diretamente em vídeo                    | [ 56 ] |
| 2009 | His Name Was Jason: 30 Years of Friday the 13th                | Diretamente em vídeo / teledocumentário | [ 57 ] |
| 2009 | Into the Pit: The Shocking Story of Deadpit.com                |                                         | [ 43 ] |
| 2010 | Never Sleep Again: The Elm Street Legacy                       | Diretamente em vídeo                    | [ 58 ] |
| 2013 | Crystal Lake Memories: The Complete History of Friday the 13th |                                         | [ 59 ] |
| 2017 | To Hell and Back: The Kane Hodder Story                        | Biográfico; também produtor executivo   | [ 43 ] |
| 2018 | For the Love of Halloween                                      |                                         | [ 43 ] |
| 2019 | In Search of Darkness: The Definitive 80s Horror Documentary   |                                         | [ 60 ] |
| 2020 | In Search of Darkness: Part II                                 |                                         | [ 43 ] |
| 2021 | The History of Metal and Horror                                |                                         | [ 43 ] |
| 2021 | Balsam: A Paranormal Investigation                             | Digital; também produtor                | [ 61 ] |
| 2022 | In Search of Darkness: Part III                                |                                         | [ 43 ] |
| 2022 | Selfie King                                                    |                                         | [ 43 ] |
| 2023 | Hollywood Dreams & Nightmares: The Robert Englund Story        | Digital                                 | [ 62 ] |

### Jogos eletrônicos
| Ano  | Título                                 | Papel          | Notas                                       | Ref.   |
| ---- | -------------------------------------- | -------------- | ------------------------------------------- | ------ |
| 2017 | Friday the 13th: The Game              | Jason Voorhees | Captura de movimento                        | [ 27 ] |
| 2023 | The Texas Chain Saw Massacre: The Game | Leatherface    | Captura de movimento; coordenação de dublês | [ 63 ] |

### Vídeos musicais
| Ano  | Canção     | Artista                       | Ref.   |
| ---- | ---------- | ----------------------------- | ------ |
| 2014 | "Sick Man" | Twiztid e Blaze Ya Dead Homie | [ 64 ] |